# Nord e Sud (rivista)
Nord e Sud è stata una rivista mensile di politica e cultura fondata da Francesco Compagna ed apparsa nel dicembre del 1954 a Napoli.

## Storia del periodico
La rivista, che si riallacciava a Il Mondo di Mario Pannunzio, si poneva sul piano del confronto culturale con le varie forze intellettuali specifiche di un'area geografica, Napoli e in genere il Mezzogiorno, che veniva considerata una dei punti nodali della politica economica e culturale. Essa venne edita da Arnoldo Mondadori Editore fino al 1960 quando passerà alle Edizioni scientifiche italiane e per circa trent'anni rappresenterà la rivista meridionalistica italiana più prestigiosa.
"Nord e Sud non stanno qui ad indicare i termini di un'astratta contrapposizione fra gli interessi delle regioni più sviluppate e le aspirazioni delle regioni più povere; ma piuttosto i termini elementari in cui si riassumono oggi tutti i problemi italiani come problemi di integrazione fra settentrione e mezzogiorno d'Italia, nel quadro delle più moderne esigenze di integrazione fra Europa occidentale continentale ed Europa meridionale mediterranea"
Le coordinate sulle quali si articolava "Nord e Sud" erano fondamentalmente due: lo sviluppo economico del meridione e l'integrazione economico-politica dell'Europa occidentale come veniva dichiarato sulle pagine del primo numero.

Il discorso sul mezzogiorno, come si può leggere in particolare nei fascicoli del 1955 e  del 1956, veniva sviluppato entro le linee di una lotta politica di sviluppo regionale considerata a ragione la condizione fondamentale per una crescita del paese. Nel numero dedicato alla riforma agraria la rivista si poneva il problema del rapporto città-campagna e suggeriva la necessità di risolverlo con l'industrializzazione.

Per quanto poi riguarda il discorso sull'europeismo furono scritti molti saggi e articoli oltre due numeri speciali che uscirono nel dicembre del 1960 e nel giugno del 1965 dedicati a Renato Giordano e Vittorio De Caprariis.
Per quanto riguarda il settore culturale la rivista dichiarava di voler tenere unito "il momento della elaborazione politica e il momento della riflessione etico-culturale",  privilegiando la filosofia di Croce e sostenendo la linea De Sanctis-Croce piuttosto che quella De Sanctis-Gramsci.
Nella seconda serie, quella che ha inizio nel 1960, l'attenzione di "Nord e Sud" si focalizza su analisi sociologiche e geografico economiche e politiche come quelle sulla struttura della città e sui (rapporti centro-periferia) e sui mutati comportamenti del sud contadino.
. Gli argomenti di genere geopolitico sono prevalentemente legati alle discussioni intorno allo sviluppo dell'integrazione europea e all'azione di incentivazione delle dinamiche industriali nel mezzogiorno. Questi ultimi temi sono più di frequente presenti nel periodo 1970-1982 durante il quale Francesco Compagna animò una innovativa scuola di pensiero scientifico in campo geopolitico attraverso numerosi allievi. Molti e noti i collaboratori della rivista come Nello Ajello, Rosario Romeo, Pasquale Saraceno, Giuliano Mussati, Antonio Rao.